# Volerón Publilio
Volerón Publilio  fue un político romano del siglo V a. C., tribuno de la plebe en 472 y 471 a. C. y autor de la Lex Publilia Voleronis.

## El levantamiento popular de 473a.C.
A principios del siglo V a. C., la República romana se vio sacudida regularmente por luchas internas entre patricios y plebeyos. La situación se volvió más tensa desde que Espurio Casio propuso una ley agraria favorable a los plebeyos pero que los patricios y el Senado se negaban a aplicar. Cada año desde la muerte de Casio, los tribunos de la plebe trataron de hacerla cumplir. En 473 a. C., Cneo Genucio, tribuno de la plebe, convocó a juicio a los cónsules del año anterior por ignorar esta ley. Fue la primera vez que un tribunal demandaba a los cónsules citando abiertamente esta razón. En ocasiones anteriores, los tribunales habían aprovechado los reveses militares para atacar a los cónsules. Pero Cneo Genucio murió justo antes del juicio, quizás asesinado a instigación de los patricios, y el procedimiento judicial fue anulado. Al mismo tiempo, los cónsules trataron de levantar a los soldados, probablemente para evitar un levantamiento de la plebe, puesto que uno de cuyos representantes acababa de ser asesinado. Pero el intento de los cónsules se convirtió en un motín cuando Volerón Publilio, un centurión retirado, se negó enérgicamente a ser considerado un simple soldado. Los lictores fueron enviados a prenderlo y Volerón apeló a los tribunales. Estos últimos, tal vez a sueldo de los patricios, no intervinieron cuando podrían haber ejercido su deber de asistencia. Volerón apeló entonces al pueblo e inició una grave revuelta, ya que el pueblo estaba indignado por la falta de independencia de los tribunos de la plebe frente a los patricios, como lo sugería su inacción. Los cónsules Vopisco Julio Julo y Lucio Emilio Mamerco tuvieron que refugiarse en la Curia y abandonaron el proyecto de levantar la prohibición, así como cualquier idea de represión, permitiendo así el regreso a la calma.

## Primer tribunado de la plebe
En el año 472 a. C., bajo el consulado de Lucio Pinario Mamercino Rufo y Publio Furio Medulino Fuso, Volerón, instigador de la revuelta del año anterior y héroe a los ojos de la plebe, fue elegido tribuno de la plebe. Inmediatamente propuso cambiar el modo de elección de los tribunos para hacerlos más independientes del patriciado. Su proyecto de ley (rogatio Publilia) establecía que el voto en el concilio de la plebe debía organizarse en adelante sobre la base de las tribus y no ya sobre la base de las centurias. En efecto, las centurias estaban dominadas por los patricios a través de su clientela, mientras que las tribus estaban dominadas por los terratenientes y los residentes, excluyendo la multitud de plebeyos sin hacienda, libertos y personas no independientes, a los que se llama con desdén la multitud foránea o la plebe urbana (turba forensis o plebe urbana), la base de la clientela de los patricios. Con esta ley, Volerón intentó debilitar el control de los patricios sobre las instituciones que la plebe intentaba darse.

## Segundo tribunado de la plebe
En el año 471 a. C., Volerón fue reelegido tribuno de la plebe para llevar a cabo su proyecto. En respuesta, el Senado se opuso enérgicamente al proyecto de ley y se aseguró que Apio Claudio Craso fuera elegido cónsul para el mismo año, en razón de su violencia e intransigencia, y en memoria de la hostilidad de su padre hacia la plebe. Claudio Craso se opuso físicamente a la votación, pero, ante las amenazas de disturbios, tuvo que retirarse a la Curia y se proclamó la lex Publilia Voleronis. La ley preveía también un aumento del número de tribuos de los plebeyos, de dos a cuatro según Diodoro Sículo, e incluso a cinco para Tito Livio  y Dionisio de Halicarnaso.